# Józef Głomb
Józef Andrzej Głomb (ur. 4 lutego 1927 w Tarnowie, zm. 13 grudnia 2021) – polski uczony, profesor nauk technicznych. Specjalizuje się w szeroko pojętej inżynierii lądowej (w tym budowie mostów), oraz innych konstrukcjach inżynierskich. Członek korespondent krajowy Polskiej Akademii Nauk od 1986 roku, członek rzeczywisty tej instytucji od 2013 roku. Pracownik Katedry Budowy Mostów Politechniki Śląskiej. Tytuł profesora nauk technicznych uzyskał w 1986 roku.
Konstruktor mostu granicznego w Boguszowicach, łączącego polski i czeski Cieszyn.

## Publikacje
Ma w swoim dorobku następujące prace naukowe i publikacje:
- Dziedzictwo budownictwa jako źródło wiedzy użytecznej w formowaniu inżynierów
- Drogowe budowle inżynierskie
- Nauka – postęp techniczny (dylematy i ograniczenia)

## Nagrody i odznaczenia
W ciągu swojej długoletniej kariery naukowej uhonorowany następującymi nagrodami i wyróżnieniami:
- Krzyż Kawalerski Orderu Odrodzenia Polski,
- Krzyż Oficerski Orderu Odrodzenia Polski,
- Medal Słowackiego Uniwersytetu Technicznego w Bratysławie (dwukrotnie – 1988, 1997),
- Złote medale Stowarzyszenia Inżynierów i Techników Komunikacji (1974), oraz Naczelnej Organizacji Technicznej (1975),
- Złota Odznaka Zasłużony w rozwoju województwa katowickiego (1970),
- Medal im. Lompy (1997),
- Nagroda im. prof. Stefana Bryły (1967)[5],
- Medal im. prof. Stefana Kaufmana (1997)[6].